# Syndrom oblężonej twierdzy
Syndrom oblężonej twierdzy (ang. Siege mentality) – zjawisko polegające na wzbudzaniu poczucia zagrożenia ze strony mniej lub bardziej zmyślonego wroga. Grupa społeczna przejawiająca wysoki poziom poczucia zagrożenia o wiele chętniej rezygnuje z indywidualizmu, dążąc do homogeniczności, i oddaje władzę nad sobą osobom, które deklarują grupie zapewnienie bezpieczeństwa.
Syndrom oblężonej twierdzy jest często wykorzystywany przez polityków, którzy wzbudzają poczucie zagrożenia elektoratu, a następnie oferują ratunek z wyimaginowanej opresji. Elektorat, aby zredukować nieprzyjemne poczucie zagrożenia odda głos na polityka. W tym sensie posługiwanie się syndromem oblężonej twierdzy jest psychomanipulacją.